# Andrea della Robbia
Andrea della Robbia (Florencia, 24 de octubre de 1435-4 de agosto de 1525) fue un escultor y ceramista italiano.

## Biografía
Sobrino de Luca della Robbia y heredero de su taller, se especializó también en la técnica de la cerámica polícroma y la terracota vidriada. Sus obras, casi siempre en esmalte blanco y azul, abundan en iglesias y palacios de la Toscana y Umbría, destacando las del Santuario de Verna o la luneta con San Francisco y Santo Domingo en la logia de San Paolo, Florencia. Suyas son también las lunetas con niños que coronan las bandas del Spedale degli Innocenti. En la iglesia de Santa María di Gesù, en Trapani, está su Virgen de los Ángeles; y el conjunto titulado Navidad (de 3,20 x 2,30 m) se encuentra en el santuario de Santa María della Stella. También hay obra de su taller en la pinacoteca comunal de Città di Castello.
Tuvo cinco hijos, todos aprendices y luego artistas, destacando Giovanni y Girolamo, que llegó a abandonar Florencia para trabajar en la corte de Francisco I y Catalina de Médici.
De Andrea y su taller hay algunos ejemplos en España: la Virgen del cojín y la Virgen de la granada (sitos en la catedral de Sevilla) y San Agustín, un relieve circular en terracota esmaltada perteneciente a la Colección Carmen Thyssen-Bornemisza.